# Hubert Burghardt
Hubert Burghardt (* 1. Oktober 1958 in Lippstadt) ist ein deutscher Kabarettist.

## Werdegang
Er studierte in Mönchengladbach, Bielefeld und Münster Sozialpädagogik und schloss mit einem Diplom ab.
Seit 1970 spielte Burghardt als Schlagzeuger in diversen Rock- und Bluesformationen, 1978 wechselte er zum Jazz. Es folgten Tourneen und Plattenveröffentlichungen mit den Gruppen Kunst-Dünger und dem Curt-Beil Quartett. Als Solist übte sich Burghardt zunächst als Liedermacher mit Vertonungen von Texten von Erich Kästner und eigenen Liedern. Burghardt war Preisträger in der Kategorie Schlagzeug im Landeswettbewerb „Jugend jazzt“. 1984 war er Gründungsmitglied des Münsteraner Polit-Kabaretts Die kleinen Mäxe, wo er bis 1986 aktiv war. Von 1986 bis 1988 war er am städtischen Kinder- und Jugendtheater Dortmund beschäftigt.
1987 gründete Burghardt zusammen mit Ralf Husmann das Duo „Burghardt & Husmann“. Mit über 500 Gastauftritten (u. a. im Mainzer Unterhaus, in der Leipziger Pfeffermühle, in der Münchner Lach- und Schießgesellschaft und im Passauer Scharfrichterhaus) war das Duo bis 1997 erfolgreich. Parallel war er als Journalist, Moderator und Drehbuchbearbeiter an mehreren Hörfunk- und Fernsehproduktionen beteiligt (z. B. Schreinemakers Live, NoSports, SternTV, sowie bei tm3, RTL und beim WDR).
1997 konnte Burghardt sein erstes Soloprogramm Alles Verwandtschaft!? vorstellen. In den folgenden Jahren folgten Das Schweigen der Männer! (Premiere im Sommer 1999) und Schuld sind immer die andern! (Premiere am 26. März 2004). Ende 2007 stellte er sein viertes Soloprogramm Das Schweigen der Männer vor. Seit Januar 2008 gastiert er mit seinem Programm Weltverbesserer. Zusätzlich erarbeitete er unter anderem auch die Kunstfiguren „Motivationstrainer Bulky Luggage“ und „Hausmeister Willi Matzekowski“. Zu beiden Figuren konnte Burghardt auch erfolgreiche Einzelprogramme entwickeln.
Im April 2011 hatte sein fünftes Soloprogramm „Sex in der Krise“ Premiere das von ihm erfolgreich u. a. auch in der Schweiz, bis zu seiner lebensbedrohlichen Erkrankung 2016 aufgeführt wurde, die ihn zwang seine berufliche Tätigkeit einzustellen.
Seit April 2003 wurde Burghardt durch diverse Fernsehauftritte einem größeren Publikum bekannt. Höhepunkte sind sein Auftritt 2003 zum 24. Berliner Satire-Fest, das vom SFB-Fernsehen aufgezeichnet wurde, sein Liveauftritt im Gesellschaftsabend des Saarländischen Rundfunks im März 2005 und seine Gastspiele in der Sendung Roglers rasendes Kabarett (Südwestfernsehen SWR und auf 3sat). Im Juni 2006 war er Gast beim WDR-Kabarettfest, das im Bonner Pantheon aufgezeichnet wurde. Im März 2007 folgte ein Auftritt in Ottis Schlachthof (Bayerisches Fernsehen). Seit 2007 ist Burghardt einer der neuen Hausautoren des Berliner Kabaretts Die Distel.